# Evandro Goebel
Evandro Goebel (Blumenau, 23 de agosto de 1986) é um ex-futebolista brasileiro que atuava como meio-campista.

## Carreira

### Início
Revelado nas categorias de base do Atlético Paranaense, foi promovido aos profissionais no ano de 2005. No total pelo Furacão, atuou em 88 partidas e marcou 11 gols.

### Palmeiras
Após passar pelo Goiás, em 2008 chegou ao Palmeiras, onde conquistou o Campeonato Paulista com a equipe.

### Atlético Mineiro
Em 2009, chegou ao Atlético Mineiro com o objetivo de dar uma reviravolta na carreira.

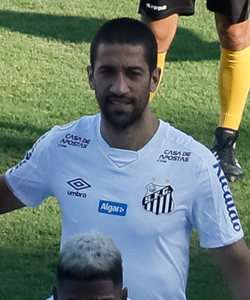
Evandro pelo Santos em 2019

### Vitória e ida pra Europa
No ano de 2010, rescindiu com o Galo e transferiu-se para o Vitória. Posteriormente fez carreira na Europa, onde atuou no Estrela Vermelha, no Estoril Praia, no Porto e no Hull City.

### Santos
Foi anunciado como novo reforço do Santos no dia 1 de julho de 2019. O jogador chegou ao Peixe sem custos após o término de seu vínculo com o clube inglês.

### Chapecoense
Com poucas chances no clube paulista, em setembro de 2020 foi contratado pela Chapecoense para a disputa da Série B.

## Títulos
Atlético Paranaense
- Campeonato Paranaense: 2005

Palmeiras
- Campeonato Paulista: 2008

Atlético Mineiro
- Campeonato Mineiro: 2010

Red Star Belgrade
- Copa da Sérvia: 2011–12

Chapecoense
- Campeonato Brasileiro - Série B: 2020

Seleção Brasileira
- Copa do Mundo FIFA Sub-17: 2003

### Prêmios individuais
- Time do ano da Superliga Sérvia: 2010–11

### Campanhas de destaque
Seleção Brasileira
- Copa do Mundo FIFA Sub-20: 2005 (3º colocado)